# Leucauge tetragnathella
Leucauge tetragnathella este o specie de păianjeni din genul Leucauge, familia Tetragnathidae, descrisă de Strand, 1907.
Este endemică în Madagascar. Conform Catalogue of Life specia Leucauge tetragnathella nu are subspecii cunoscute.